# Tilman Madaus

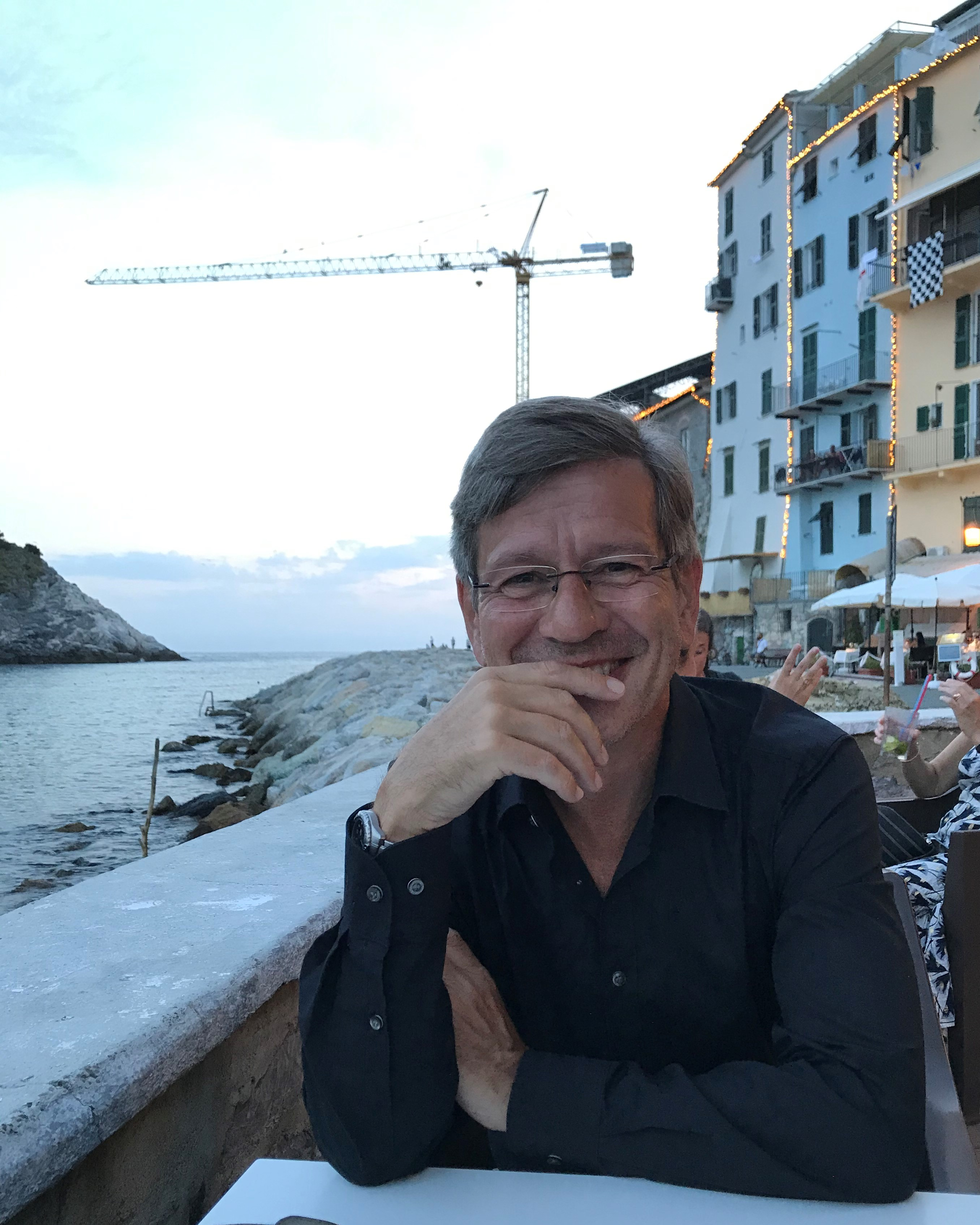
Tilman Madaus 2020

Tilman Henner Madaus (* 25. April 1962 in Hamburg) ist ein deutscher Schauspieler, Sänger, Musicaldarsteller und Hörspielsprecher. Er ist zudem seit vielen Jahren als Schauspieltrainer tätig.

## Leben und Beruf
Tilman Madaus arbeitet seit den frühen 1980er-Jahren als Schauspieler. Nach ersten Engagements in Bremerhaven, Lübeck und Oldenburg, ging er ans Theater St. Gallen in der Schweiz. Hier spielte er unter anderem 1987 in der Uraufführung von Tankred Dorsts Schauspiel Der verbotene Garten. Er war zudem der Erste, der Hermann Hesses Siddhartha auf einer Bühne verkörperte; das Stück wurde in Zürich und auf Tournee gespielt. Nach weiteren Stationen in Freiburg und Stuttgart wechselte Madaus 1991 für zwei Jahre an das Mecklenburgische Landestheater Parchim.
Im Anschluss daran verlegte Madaus seinen Wirkungskreis in seine Geburtsstadt, spielte dort auf Kampnagel, im Theater im Zimmer, am Altonaer Theater und am Schmidt Theater und Schmidt’s Tivoli. Hier stand er nicht nur auf der Bühne, sondern entwickelte Show-Konzepte und war Mitinitiator der langlebigen Theatersoap Pension Schmidt.
Daneben arbeitete Madaus mehrere Jahre als Schauspieldozent, zunächst an der Stage School Hamburg, später an der Joop van den Ende Academy und zuletzt (2013 bis 2016) wieder an der Stage School. Er ist weiterhin als freier Trainer tätig.
In der Rolle des George gehörte er im Dezember 2017 zur Premierenbesetzung des Musicals Kinky Boots im Operettenhaus. 2019 spielte er im Musical The Band die Rolle des Jeff (Erstbesetzung) sowie als Cover die Rolle Dave am Stage Theater des Westens sowie dem Deutschen Theater München.
Im Sommer 2021 wird er bei den Eutiner Festspielen im Klassiker Cabaret die Rolle des Herrn Schultz geben.
Neben gelegentlichen Arbeiten vor der Kamera und hinter der Bühne als Stage Manager wirkt Madaus auch als Sprecher in kommerziellen Hörspielproduktionen, unter anderem in Die drei ??? und Fünf Freunde.
Er arbeitet außerdem daran, seine zwei Bücher Dala und Venjo (Kinderbuch) und Tonia und die Zeit (Jugendroman) verlegen zu lassen.
Tilman Madaus lebt mit seiner Verlobten Jessica von Wehner, ebenfalls Schauspielerin und Sängerin, in Berlin-Wilmersdorf.
Er hat einen Sohn aus erster Ehe.

## Filmografie
- 1991: Schwarz Rot Gold – Schmutziges Gold
- 1993: Mit Leib und Seele (2 Folgen)
- 1993: Schwarz Rot Gold – Mafia polska
- 1994: Großstadtrevier – Body-Check
- 2002–2007: girl friends – Freundschaft mit Herz (8 Folgen als Dr. Möller)

## Belege
1. ↑  Vita. Abgerufen am 16. Mai 2021.
2. 1 2 3  Biografie bei theapolis, abgerufen am 16. Januar 2018
3. ↑  Vita. Abgerufen am 16. Mai 2021.
4. ↑  Tilman Madaus - Schauspieler Sänger Trainer | Theapolis. Abgerufen am 16. Mai 2021.
5. ↑  Programm-Details - Eutiner Festspiele. Abgerufen am 16. Mai 2021.
6. ↑  Vita. Abgerufen am 16. Mai 2021.
7. ↑  Aktuelles. Abgerufen am 16. Mai 2021.

| Personendaten    | Personendaten                               |
| ---------------- | ------------------------------------------- |
| NAME             | Madaus, Tilman                              |
| ALTERNATIVNAMEN  | Madaus, Tilman Henner                       |
| KURZBESCHREIBUNG | deutscher Schauspieler und Hörspielsprecher |
| GEBURTSDATUM     | 25. April 1962                              |
| GEBURTSORT       | Hamburg                                     |